# 阿皮亞卡 (聖埃斯皮里圖州)
21°09′14″S 41°34′04″W / 21.15389°S 41.56778°W
阿皮亞卡（葡萄牙語：Apiacá），是巴西的城鎮，位於該國東南部，由聖埃斯皮里圖州負責管轄，始建於1958年8月16日，面積194平方公里，2010年人口7,512，人口密度每平方公里38.72人。